# Saint-Barnabé-Sud
Pour les articles homonymes, voir Saint-Barnabé.
Saint-Barnabé-Sud est une municipalité dans la municipalité régionale de comté des Maskoutains au Québec (Canada), située dans la région administrative de la Montérégie. Elle est nommée ainsi en l'honneur de l'apôtre Barnabé. C'est le lieu de naissance de l'historien Jean-Baptiste-Arthur Allaire et du marathonien Gérard Côté.

## Histoire
Le 7 juin 2010, un bébé de 20 jours a été tué par un chien, un husky sibérien, à Saint-Barnabé-Sud,.
En juin 2024, la municipalité obtient gain de cause à la cour supérieure du Québec contre une famille qui avait mi des affiches avec des croix gammées nazie pour dénoncer l'intimidation qu'ils vivent. L'affaire a interpellé les élus provincial et fédéral de la région.

## Géographie
La rivière Yamaska délimite le sud-est de la municipalité en coulant vers le nord-est.

## Démographie
| 1991 | 1996 | 2001 | 2006 | 2011 | 2016 | 2021 |
| ---- | ---- | ---- | ---- | ---- | ---- | ---- |
| 880  | 902  | 884  | 864  | 859  | 861  | 962  |

| Langue maternelle | Population | Pct (%) |
| ----------------- | ---------- | ------- |
| Français          | 844        | 98,25 % |
| Anglais           | 10         | 1,16 %  |
| Japonais          | 5          | 0,58 %  |

## Administration
Les élections municipales se font en bloc pour le maire et les six conseillers.
| Saint-Barnabé-Sud Maires depuis 2001                                                                                 |                   |         |          |
| Élection | Maire             | Qualité | Résultat |
| 2001 | Raoul Charbonneau |         | Voir     |
| 2005 | Richard Leblanc   |         | Voir     |
| 2009 | Richard Leblanc   | Voir    |          |
| 2013 | Alain Jobin       |         | Voir     |
| 2017 | Alain Jobin       | Voir    |          |
| 2021 | Alain Jobin       | Voir    |          |
| Élection partielle en italique Depuis 2005, les élections sont simultanées dans toutes les municipalités québécoises |                   |         |          |